# Prunus glandulosa
Espèce
Classification phylogénétique
Prunus glandulosa est une espèce de plantes à fleurs de la famille des Rosaceae. C'est un arbuste ornemental. On le trouve en Asie, notamment en Chine, à l'état sauvage.
Il est parfois appelé « amandier du Japon » ou « amandier à fleurs du Japon ».